# Сантовенія-де-Пісуерга
Сантовенія-де-Пісуерга (ісп. Santovenia de Pisuerga) — муніципалітет в Іспанії, у складі автономної спільноти Кастилія-і-Леон, у провінції Вальядолід. Населення — 3845 осіб (2010).
Муніципалітет розташований на відстані близько 160 км на північний захід від Мадрида, 6 км на північний схід від Вальядоліда.

## Демографія
Динаміка населення (INE ):